# Теобальд Ліб
Теобальд «Тео» Гельмут Ліб (нім. Theobald "Theo" Helmut Lieb) — німецький воєначальник, генерал-лейтенант.

## З біографії
Народився 25 листопада 1889 року у Фройденштадті (Баден-Вюртемберг, південна Німеччина), помер 20 березня 1981 у Фройденштадті.
20 березня 1910 року вступив у 123-й гренадерський полк. 18 серпня 1911 року став лейтенантом. Ліб воював у Першій світовій війні командиром взводу. Оберлейтенант (18 серпня 1915 року); гауптман (20 вересня 1918 року).
Після війни, у 1923 році, поступає в рейхсвер і стає командиром піхотного полку. Майор (1 лютого 1932 року); оберст-лейтенант (1 жовтня 1934 року); оберст (1 квітня 1937 року). 10 листопада 1938 року отримує керівництво над 27-м піхотним полком, яким керує під час кампаній Другої світової війни у Польщі та Франції.
Командир 27-го піхотного полку (10 листопада 1938 — 9 вересня 1940). Комендант м. Вупперталь (24 жовтня 1940 — 17 червня 1941). Генерал-майор (1 червня 1941).
Тимчасовий керівник 290-ї піхотної дивізії (17 вересня 1941 — 10 листопада 1941). Генерал-лейтенант (1 червня 1943). Командир 306-ї піхотної дивізії (21 лютого 1943 — 30 березня 1943)
Був командиром 112-ї піхотної дивізії (3 вересня 1943 — 2 листопада 1943) у складі групи армій «Південь». Саме на цій посаді він брав участь у бою 14.09.1943 р. в районі Верхньої Будаківки на Миргородщині.
18 січня 1944 р. 1-й і 2-й Українські фронти почали одночасний наступ, оточуючи німців під Черкасами. До «Черкаської кишені» потрапили шість дивізій (56 000 солдатів). 1 лютого Теобальд Ліб був призначений командиром 42-го корпусу. За сміливі дії в оточенні (де він отримав прізвисько «Лев Черкас») 7 лютого 1944 року Ліб був нагороджений Лицарським хрестом. 16 лютого йому вдалося вирватися з пастки, вивівши за собою 34 000 солдатів. 18 лютого на прийомі у фюрера його було нагороджено дубовим листям до його Лицарського хреста.
Призначений до Італії для забезпечення організованого відступу на позиції Готської лінії — командиром 34-ї піхотної дивізії (1 червня 1944 — 28 жовтня 1944).
Потрапив у полон до американців 8 травня 1945 р. Звільнений у 1947 р.
Теобальд Гельмут Ліб помер у віці 91 років у своєму рідному місті Фройденштадті 20 березня 1981 р.

## Нагороди
- Залізний хрест
  - 2-го класу (19 вересня 1914)
  - 1-го класу (22 серпня 1915)
- Золота медаль «За військові заслуги» (Вюртемберг) (1 листопада 1914)
- Орден «За військові заслуги» (Вюртемберг), лицарський хрест (30 серпня 1915)
- Орден Фрідріха (Вюртемберг), лицарський хрест 2-го класу з мечами
- Ганзейський Хрест (Гамбург)
- Хрест «За військові заслуги» (Австро-Угорщина) 3-го класу з військовою відзнакою
- Нагрудний знак «За поранення» в чорному
- Почесний хрест ветерана війни з мечами
- Медаль «За вислугу років у Вермахті» 4-го, 3-го, 2-го і 1-го класу (25 років)
- Застібка до Залізного хреста 2-го і 1-го класу
- Медаль «За зимову кампанію на Сході 1941/42»
- Лицарський хрест Залізного хреста з дубовим листям
  - лицарський хрест (7 лютого 1944)
  - дубове листя (№ 400; 18 лютого 1944)
- Відзначений у Вермахтберіхт (20 лютого 1944)